# كاريون كروس
كيفن كيزار المعرُوف في الحلبة باسم كاريون كروس (من مواليد 19 يوليو 1985) هو مصارع أمريكي محترف. وهو موقّع حاليًا على WWE، حيث يؤدي عروضه في سامكداون تحت اسمه الدائري كاريون كروس، جنبًا إلى جنب مع زوجته الحقيقية سكارليت
قبل وجوده في WWE، أدى كيزار عروضًا في الإمباكت ولوتشا ليبري وماجور ليغ وعروض ترويجية متعددة على الدائرة المستقلة تحت أسماء الحلقات كيفن كروس وكروس القاتل.
وهو معروف بإسلوبه الفريد من نوعه بأداء البرومو الترويجي وإستقطاب الجمهور بالكاريزما الخاصة به

## حياته الشخصية
كيزار متزوج من زميلته المصارعة المحترفة إليزابيث تشيهايا، المعروفة باسمها الدائري سكارليت بوردو. بعد خطوبتهما في 23 سبتمبر 2021، تزوجا في أبريل 2022 في حفل خاص على نهر جليدي.
ينحدر كيزار من أمريكا الوسطى، ومن أصل بورتوريكي.

## روابط خارجية
- صفحة كاريون كروس على دبليو دبليو إي.كوم
- Killer Kross على تويتر.
- Kevin Kesar في قاعدة بيانات الأفلام على الإنترنت